# Modesta Uka
Modesta Uka (23 maggio 1999) è una calciatrice kosovara, attaccante dello Sturm Graz e della nazionale kosovara.

## Carriera

### Club
Uka cresce calcisticamente nelle formazioni giovanili miste dello Sturm Graz fino al 2014 quando si trasferisce per una stagione allo Stattegg.
Nell'estate 2015 torna in organico con lo Sturm Graz, e dopo essere stata inizialmente inserita nella squadra riserve (Sturm Graz II), con la quale vince il campionato di 2. Frauen-Liga 2017-2018, successivamente si guadagna un posto nella squadra titolare, diventando determinante nella stagione 2018-2019 dove in campionato, con 10 reti siglate, diventa la migliore marcatrice della squadra che chiude al secondo posto ottenendo così l'accesso alla UEFA Women's Champions League.
Uka ebbe comunque già l'occasione di debuttare in Champions League nella stagione 2016-2017, ottenuta grazie al secondo posto, la migliore posizione ottenuta dalla squadra fino a quel momento, nel campionato 2015-2016. Scende in campo, pur se solo per i minuti conclusivi, il 5 ottobre 2016, nell'incontro di andata dei sedicesimi di finale perso in casa per 6-0 con le svizzere dello Zurigo.

### Nazionale
Nell'agosto 2018 Uka viene convocata per la prima volta dalla federazione calcistica del Kosovo (Federata e Futbollit e Kosovës - FFK) che le offre così l'occasione per debuttare nella propria nazionale femminile. La convocazione è arrivata dal commissario tecnico Afërditë Fazlija in occasione della doppia amichevole con la Macedonia del 31 agosto e 2 settembre a Skopje. Segna la sua prima rete in nazionale nell'aprile dell'anno successivo, nuovamente in amichevole con la Macedonia del Nord, dove apre le marcature sia nel primo incontro vinto 3-1 che nel secondo pareggiato 3-3.
Fazlija la convoca anche in occasione delle qualificazioni all'Europeo di Inghilterra 2022, dove fa il suo debutto in un torneo ufficiale UEFA il 30 agosto 2019, allo Stadio Fadil Vokrri di Pristina, e dove nel primo incontro del gruppo A con la Turchia apre le marcature al 33' nella partita poi vinta per 2-0 per la sua nazionale.

## Palmarès
- Campionato austriaco di seconda divisione: 1

Sturm Graz II: 2017-2018